# Kronska Gora
Il monte Kronska Gora con 679 m s.l.m. è una montagna delle Pohorje nelle Prealpi Slovene nord-orientali. Si trova nella regione della Carinzia in Slovenia nel comune di Dravograd.